# Mathilde Paar
Mathilde Paar (* 6. April 1849 in Kassel; † 23. Juni 1889 in Leipzig) war eine deutsche Lehrerin und Schriftstellerin, die auch unter dem Pseudonym Josef Trieb publizierte.

## Leben
Ihr Vater war der Regierungsprobator Adolph Paar. Sie besuchte wegen Kränklichkeit die Schule nur bis zum 14. Lebensjahr und machte im Alter von 27 Jahren eine Kur in Davos. Sie wurde Lehrerin für Literatur und Kunstgeschichte. 1878–1879 vertrat sie ihre erkrankte Schwester Elisabeth Paar als Erzieherin in Berlin, danach lebte sie wieder bei ihren Eltern in Kassel. 1886 ging sie nach Leipzig. Hier stand sie  in engem Kontakt zum Verleger Salomon Hirzel und seiner Familie. In Leipzig arbeitete sie als Privatlehrerin und wurde Vorsteherin des Holstein-Stifts. Sie starb im Alter von 40 Jahren.

## Werke
- Deutschland's Fürbitter. Ein vaterländisches Gedicht verfaßt in den ersten Tagen des August 1870. Luckhardt, Berlin 1870. (Digitalisat)
- Zeit-Gedichte. Luckhardt, Kassel 1872.
- Die Wahrheit. Lustspiel. Dietrich & Müller, Kassel 1875.
- Der Champagner-Pfropfen. Lustspiel. Mütze, Leipzig 1877.
- Der Wagen kommt. Plauderei. Richartz, Kassel 1878.
- Ein Roman. Lustspiel. Bartholomäus, Erfurt 1879.
- Chambre garnie. Lustspiel. Bartholomäus, Erfurt 1879.
- Das Jahr und seine zwölf Monate. Fastnachtsscherz in 12 Aufzügen. Bartholomäus, Erfurt 1879.
- Der Brautkranz. Lustspiel. Bartholomäus, Erfurt 1880.
- Die Lebensfrage. Ein Traum. Bartholomäus, Erfurt 1880.
- Johannistag. Ein Sommermärchen. Bartholomäus. Erfurt 1880.
- Der Dombau zu Köln. Dramatisches Gedicht. Luckhardt, Berlin 1881. (Digitalisat)
- Ein Wintermärchen. Weihnachtsspiel in drei Abtheilungen für die Jugend. Luckhardt, Berlin 1882.
- Helene. Schauspiel in 3 Akten. Luckhardt, Berlin 1882.
- Märchen. Dramatisches Gedicht. Trömner, Kassel 1882.
- Verirrungen. Schauspiel in 4 Akten von Josef Trieb. Bloch, Berlin 1882.
- Althessen. Dramatisches Gedicht mit lebenden Bildern. Scheel, Kassel 1884.
- Wilde Rose. Lustspiel. 1888.[2]
- Désirée. Schauspin 4 Akten. Luckhardt, Leipzig 1895.
- Der Buchstabe des Gesetzes. Schauspiel in 4 Akten. Luckhardt, Leipzig/Berlin 1898.
- Gedichte. Luckhardt, Berlin 1899.